# Huinerbroek
Huinerbroek is een buurtschap in de gemeente Putten, provincie Gelderland. Het ligt een kilometer ten westen van Huinerwal. Beide buurtschappen liggen ten zuidoosten van Putten.
Hoofdplaats: Putten

Buurtschappen: Bijsteren · Diermen · Gerven · Halvinkhuizen · Hell · Hoef · Huinen · Huinerbroek · Huinerwal · Koudhoorn · Krachtighuizen · 't Oever · Steenenkamer · Veenhuizerveld

Gelderland: Steden en dorpen in Gelderland      Nederland: Provincies · Gemeenten